# Caleffo vecchio
Il Caleffo vecchio contiene gli atti pubblici emessi dalla Repubblica di Siena dal 912 al 1333.
Il Caleffo vecchio, fisicamente, è composto da grossi registri membranacei, in pergamena, ciascuno dei quali porta una particolare denominazione.
Una loro opera di riordino fu iniziata nel 1203 da Bartolomeo Rinaldini dei Maconi, che aveva trovato l'archivio della Biccherna in grandissimo disordine. Il Rinaldini diede disposizioni per recuperare le biccherne che erano state rogate presso i notai e per costituire un relativo registro, chiamato Caleffo vecchio.
Con il passare del tempo e quindi l'emissione di nuovi atti pubblici da parte del Comune, doveva ugualmente venir fatta una copia del registro, mentre gli originali venivano depositati nel cassone della sagrestia dell'Ordine dei frati predicatori.
Ogni volta che si doveva consultare il Caleffo o le pergamene del cassone, si doveva stendere verbale in appositi registri, alcuni dei quali sono giunti fino a noi, e formano i tre fondi archivistici dei Capitoli, dei Caleffi e delle Riformagioni.
Successivamente al fondo dei caleffi furono aggregati, per varie motivazioni pratiche, anche atti originali - o raccolte di atti, eseguite per scopi particolari - o spostati atti di argomento simile che, originariamente, avevano una diversa collocazione all'interno dell'archivio cittadino.